# Vægtklasse
Vægtklasse er en kategori, hvori deltagere indenfor en sportskonkurrence opdeles, således at der indenfor de enkelte vægtklasser er tilnærmelsesvis lige vilkår blandt de deltagende. Vægtklasser benyttes sædvanligvis indenfor kampsport, men benyttes også i andre sportsgrene, hvor deltagerens størrelse har væsentlig betydning for udfaldet, eksempelvis roning og vægtløftning. 